# Tasiocera (Dasymolophilus) jubata
Tasiocera (Dasymolophilus) jubata is een tweevleugelige uit de familie steltmuggen (Limoniidae). De soort komt voor in het Palearctisch gebied.